# Grammaire munsee
La grammaire munsee se caractérise par une morphologie flexionnelle et dérivationelle complexe. La flexion en munsee est réalisée à travers l'usage des préfixes et suffixes ajoutés aux mots pour indiquer l'information grammaticale, dont le nombre (singulier ou pluriel), le genre, la personne, la possession, la négation, l'obviatif et autres.
Les noms utilisent une combinaison de préfixes et de suffixes pour indiquer la possession, des suffixes pour indiquer le genre, le nombre et autres.

## Catégories de mots
Il y a trois catégories principales de mots en munsee delaware : le nom, le verbe et la particule. Il y a deux sous-types de noms : Animé et Inanimé. Les pronoms peuvent être considérés comme un sous-type de noms. Plusieurs sous-catégories verbales sont distinguées, avec une catégorisation par genre et transitivité définissant les quatre sous-classes majeures : Intransitif Animé, Intransitif Inanimé, Transitif Animé et Transitif Inanimé. Les autres classes de verbes sont dérivées de ces sous-classes principales : Animé Intransitif « Transitivé », Object Double Transitif et Transitif Inanimé sans objet. Les particules sont des mots qui ne sont pas des préfixes ou des suffixes flexionnels.

## Catégories nominales

### Genre
Les noms sont classifiés comme appartenant au genre animé ou au genre inanimé. Les noms animés incluent toutes les entités biologiques animées, mais aussi quelques mots qui ne sont pas pensés comme des entités biologiquement animées. Le genre est indiqué dans les noms par le choix du suffixe pluriel, /-al/ pour les inanimés et /-ak/ pour les animés.
| Animé            | Français        | Inanimé      | Français   |
| ---------------- | --------------- | ------------ | ---------- |
| áxko·k           | serpent         | wté·hi· m    | fraise     |
| lə́nəw            | homme           | xwáskwi·m    | maïs       |
| mătán'to·w       | diable          | máhkahkw     | potiron    |
| wə̆la·kanahó·nšuy | Orme américain  | paxkší·kan   | couteau    |
| pí·lkəš          | pêche           | e·həntáxpo·n | table      |
| óhpən            | pomme de terre  | kehkšə́te·k   | fourneau   |
| lehlo·kíhla·š    | Framboise rouge | tánkalo·ns   | balle      |
| níhkaš           | mon ongle       | áhpapo·n     | chaise     |
| kó·n             | neige           | payaxkhí·kan | arme à feu |
| né·naxkw         | boule           | pónkw        | poussière  |

Le genre est une propriété inhérente aux noms, mais il y a des renvois grâce à l'accord dans plusieurs parties de la grammaire Munsee. En plus d'être marqué par la flexion au forme pluriel du nom, le genre est aussi choisi pour la formation de radicaux verbaux, est marqué par l'accord dans la flexion des verbes et est réalisé dans les ensembles de pronoms. La nature du système de genre a été le sujet de débats. Certains analystes considèrent l'attribution du genre comme arbitraire, tandis que d'autres le voyaient motivé par une question sémantique ou culturelle ; on a également proposé des positions intermédiaires,.

## Déclinaison du nom

### Nombre
Les noms se déclinent au pluriel en choisissant le suffixe pluriel adéquat : 
- ăsə́n  ‘pierre’ (Inanimé), ăsə́nal ‘pierres’ (suffixe /-al/) ;
- mwá·kane·w  ‘chien’ (Animé), mwa·kané·wak  ‘chiens’ (suffixe /-ak/).

Il n'y a pas de suffixe indiquant le singulier.

### Proximateet obviatif
Les noms animés dans certaines constructions peuvent porter une terminaison obviative, qui n'établit aucune distinction singulier pluriel. L'obviatif distingue deux pronoms de troisième personne dans certains contextes syntactiques et discours. Dans une phrase possédant un verbe transitif avec un pronom de troisième personne désignant un sujet animé et un autre pronom de troisième personne désignant un objet inanimé, l'un des deux doit porter l'obviatif. Tout élément à la troisième personne désignant un sujet animé et qui n'est pas obviatif est « proximate » (ce termedésigne une notion de proximité). Ce dernier n'est marqué par aucun suffixe.
Bien que la signification exacte du « proximate » par rapport à l'obviatif ait été disputée, une convention veut que le nom mis au « proximate » soit mis en avant, tandis que l'obviatif l'est moins ou en retrait.
Dans la phrase suivante le premier mot « femme » est l'objet grammatical et porte la marque de l'obviatif avec le suffixe /-al/ : oxkwé·wal wə̆ne·wá·wal lénəw, « l’homme voit la femme » (femme-obviatif voir-troisième personne homme-« proximate »). L'obviatif est aussi marqué par le suffixe /-al/. L'obviation est uniquement marqué sur les verbes transitifs animés, et il n'y a aucune marque de l'obviatif sur les noms ou les verbes.

### Possession
Les noms indiquent la personne et le nombre de possesseurs à travers une combinaison de préfixes et suffixes personnels indiquant la pluralité. Les préfixes sont 
- (a) /nə-/ (première personne) : nə̆máhksən « ma chaussure » ;
- /kə-/ (deuxième personne) : kə̆máhksən  « ta chaussure » ;
- /wə-/  (troisième personne) : wə̆náxk « sa main ».

### Locatif
Les noms peuvent se décliner au locatif avec le suffixe locatif /-ənk/ : wí·kwahm « maison », wi·kwáhmənk « dans la maison ».

### Diminutif
Le suffixe /-əš/ indique les idées de « petit, mignon » et d'autres éléments affectifs qualifiant le nom : máxkw « ours », máxkwəš « petit ours ». Quelques mots portant le diminutif reflètent une signification spécialisée : wí·kwahm « maison » mais wí·kwáhməš « toilette, dépendance ».
Un petit nombre de noms portent le suffixe diminutif archaïque /-əs/ qui a perdu sa fonction diminutive : áxko·k « serpent » mais avec le diminutif archaïque axkó·kəs « insecte ».

### Absentatif
Les noms peuvent porter un suffixe désignant une personne qui est décédée, avec le suffixe /-aya/ (3e personne) ou /-ənkala/ (obviatif). L'usage de l’absentatif se restreint aux personnes décédées ou les termes de parentés faisaient référence aux individus décédés ši·fšáya « Dernier Cephas ». L'absentatif Unami a une gamme d'utilisation plus large.

## Classes de verbes
Les racines du verbe se forment par paire, distingué par le genre. Les verbes intransitifs sont choisis pour un sujet animé ou un sujet inanimé, et sont mentionnés comme animé intransitif : wá·psəw « il/elle est blanc(-che) », ou inanimé intransitif : wá·pe·w « c'est blanc ».
Les radicaux des verbes transitifs sont choisis par le genre de leur objet et sont mentionnés comme transitif animé : ntánha·w  — « je l'ai perdu » (pour un homme), ou transitif inanimé : ntaníhto·n  — « je l'ai perdu » (désignant ici un objet).
Les verbes intransitifs se conjuguent en fonction du sujet, s'accordant en personne, en nombre et en genre avec celui-ci. Les verbes transitifs s'accordent en fonction du sujet et du complément d'objet, s'accordant en personne, en nombre et en genre avec le sujet et l'objet. Les verbes transitifs animés s'accordent aussi en fonction de l'obviatif. 
Certains verbes intransitifs animés se conjuguent en fonction d'un objet secondaire les transformant en verbes intransitifs animés transitivés : náh ntəlá·he·n— « je l'ai jeté là-bas ». Du point de vue de la morphologie, le radical du verbe /əla·he·-/ — « jeter quelque chose dans une certaine direction ou d'une certaine manière » a la structure d'un verbe intransitif animé, mais se conjugue pour un complément d'objet de troisième personne.
De même, certains verbes transitifs animés se conjuguent en fonction d'un complément d'objet second, ils sont appelés verbes transitifs à double objet : nkəmó·tə̆ma·n— « Je le lui ai volé ».
Certains verbes, appelés transitifs inanimés sans objet, qui ont les caractéristiques morphologiques des verbes de la catégorie transitif inanimé, n'ont pas de complément d'objet.
Certains transitifs inanimés sans objet ont aussi des verbes intransitifs animés.
- (a) no·le·lə́ntam : « je suis heureux ».
- (b) no·le·lə́ntamən : « j'en suis heureux ».

D'autres n'ont jamais d'objet.
- (a) šántham  "Il donne un coup de pied dans ses jambes."
- (b) psə́m   "Il a quelque chose dans son œil."

## Flexion verbale
Les verbes se subdivisent en 3 conjugaisons (ou « sous-classes » ou « ordres »). Ceux-ci correspondent grossièrement à trois types de propositions majeurs que sont : l'ordre Indépendant (formation de propositions déclaratives et de questions), l'ordre conjoint (formant des propositions indépendantes) et l'impératif (formant des ordres ou des interdictions).

### Ordres des verbes et modes
Les sous-catégories se subdivisent en modes : 
- Ordre indépendant : mode Indicatif, Subordinatif ;
- Ordre conjoint

### Négation verbale
Tous les verbes portent la négation par l'utilisation de particule négative indépendante et d'un suffixe négatif faisant partie du système de conjugaison verbale.
- (a) Transitif animé : nə̆móxkawa·w : « je l'ai trouvé » ; máhta nə̆moxkawá·wi : « je ne l'ai pas trouvé ».
- (b) Inanimé intransitif : máxke·w : « c'est rouge » ; máhta maxké·wi : « ce n'est pas rouge ».

### Aspects verbaux
Une catégorie d'aspect, utilisée dans les ordres indépendants et conjoints, a été distinguée en munsee et en unami. Les catégories distinguées sont le non-spécifié, le prétérit et le présent. Le non-spécifié n'a aucune expression morphologique et est en cela équivalent aux formes régulières conjuguées du verbe. En munsee le prétérit est très rare et est certifié principalement dans les usages originaires, tel que le suivant extrait des notes de Truman Michelson (le suffixe /-p/ correspond ici au suffixe du prétérit) :
- (a) nĕmi·lá·ne·p « je le lui avait donné ».

Le présent est attesté dans des formes avec une interprétation contrefactuelle ce qui est équivalent, en sens, au subjonctif. Dans cet exemple le radical du verbe est /pa·-/ « venir », avec le suffixe de troisième personne de l'ordre conjoint /-t/ aet le suffixe du présent /-sa/.
- (a) yóh á· má pá·tsa « s'il était venu ici ».

## Autres classes de mots

### Pronoms démonstratifs
Il y a deux types de pronoms démonstratifs, proche et distant. Les démonstratifs se distinguent en genre, nombre et obviation. Dans une phrase ils s'accordent avec le nom en tête de phrase ou le nom auquel ils se réfèrent. Les pronoms démonstratifs proches incluent : wá « celui-ci » (animé), yó·k « ceux-ci » (animé), yə́ « celui-ci » (inanimé), yó·l « ceux-ci » (inanimé). Les pronoms distants incluent : ná « celui-là » (animé), né·k « ceux-là » (animé), nə́ « celui-là » (inanimé), ní·l « ceux-là » (inanimé).

### Pronoms personnels
Les pronoms personnels sont utilisés surtout pour l'emphase.
| je  | tu  | il/elle | nous inclusif | nous exclusif | vous     | ils/elles |
| --- | --- | ------- | ------------- | ------------- | -------- | --------- |
| ní· | kí· | né·ka   | ni·ló·na      | ni·ló·na      | ki·ló·wa | ne·ká·wa  |

### Pronoms réfléchis
Les pronoms réfléchis sont utilisés pour les objets réfléchis et pour les compléments d'objet de certains types de verbes : nhákay  « me, moi-même », khákay  « te, toi-même », hwákayal « se, soi-même ».
Dans l'exemple kwəšə̆ná·wal hwákayal, « il s'est blessé », le pronom réfléchi est marqué par le suffixe obviatif /-al/, de même que le verbe.

### Pronoms interrogatifs - indéfinis
Les pronoms interrogatifs/indéfinis ont un usage à la fois interrogatif et indéfini. Les pronoms sont animés awé·n « qui, quelqu'un » et kwé·kw « quoi ».

### Particules
Les particules sont des mots invariables. Les particules ont une large variété de signification, et toute classification au sein d'une classe sémantique est arbitraire. Certaines particules correspondent à des modificateurs temporels : á·pwi « tôt », á·wi·s  « tard », lá·wate « il y a longtemps ». D'autres correspondent à des termes de localisation : alá·mi « dedans », awási· « l'autre côté de », é·kwi· « sous ». Certains correspondent aux noms français ou à des groupes de noms : naláhi· « Munceytown » (ville de Muncey), kóhpi· « dans la forêt ». Certaines formes de nombres sont des chiffres : nkwə́ti « un », ní·ša « deux », nxáh « trois ».

### Préfixes verbaux
Les préfixes verbaux ont une grande variété de signification. Par convention, un tiret se place entre un préfixe verbal et le verbe, ou entre un préfixe verbal et le préfixe verbal suivant dans les séquences de deux ou plusieurs préfixes verbaux
- (a) áhwi-šə̆wahá·səw : « il y a beaucoup de sel »."

Dans une séquence de préfixes verbaux suivie par le radical du verbe, tout préfixe personnel devient immédiatement le premier préfixe, comme dans l'exemple suivant ou le préfixe personnel /nt-/ précède /á·pwi-/ « tôt ».
- (a) ntá·pwi-á·mwi. : « je me suis levé tôt ».

Des mots indépendants peuvent s'intercaler entre le préfixe verbal et le verbe auquel il est lié. Dans l'exemple suivant, le pronom kwé·k « quelque chose, quoi » se trouve entre le préfixe verbal á·lə- « être incapable de » et le verbe lə́num « faire quelque chose ».
- (a) á·lə- kwé·k –lə́num. : « il ne peut rien faire ».

Des séquences de deux préfixes verbaux ou plus sont possibles. Le préfixe verbal est kí·š- « être capable de »" et kši- « rapidement ».
- (a) ní· á · nkí·š-kši-kə́ntka : « je peux danser vite ».

### Préfixes nominaux
Les préfixes nominaux se trouvent devant le nom et en modifient le sens. Ils sont moins courants que les préfixes verbaux. Ils ont une large variété de significations.
- (a) wə́ski·-pambí·l : « nouveau livre »
- (a) mpambí·lə́m « mon livre »
- (a) no·ski·-pambí·lə́m « mon nouveau livre »

| Préfixe nominal | Signification | Exemple                | Traduction                        |
| --------------- | ------------- | ---------------------- | --------------------------------- |
| askí·-          | cru           | áski·-ohpən            | pomme de terre cru                |
| mači·-          | mauvais       | mačí·-skah·nsəw        | un mauvais garçon                 |
| maxki·-         | rouge         | máxki·-aní·xan         | lacet rouge                       |
| la·wé·wi·-      | sauvage       | la·wé·wi·-pehpé·tkwe·k | navet sauvage                     |
| xə́wi·-          | vieux         | xə́wi·-pampí·lak        | vieux livres / morceau de papierr |

| Préfixe nominal | Signification | Exemple               | Traduction           |
| --------------- | ------------- | --------------------- | -------------------- |
| askí·-          | cru           | áski·-xwáskwi·m       | Maïs cru             |
| mači·-          | mauvais       | mačí·-mahksə́nal       | mauvaises chaussures |
| maxki·-         | rouge         | máxki·-héempət        | chemise rouge        |
| la·wé·wi·-      | sauvage       | la·wé·wi·-wi·sakí·mal | raisins sauvages     |
| xə́wi·-          | vieux         | xə́wi·-a·konkwé·epəy   | vieux chapeau        |

## Sources
- (en) Cet article est partiellement ou en totalité issu de l’article de Wikipédia en anglais intitulé « Munsee language » (voir la liste des auteurs).

## Compléments